# Иларион Прянишников
Иларио̀н Миха̀йлович Пря̀нишников е талантлив руски художник от втората половина на 19 век, представител на жанровата живопис. Той е действителен член на Петербургската императорска художествена академия и един от учредителите на обществото на Передвижниците. От тяхната втора изложба става несменяем член на ръководството на организацията. В творчеството си отразява най-важните тенденции от развитието на реалистичната живопис.

## Ранни години
Иларион Прянишников е роден в семейството на небогат провинциален търговец на 20 март (1 април) 1840 година в село Тимашово, Калужка губерния, Боровски уезд.
От детските си години проявява наклонност към рисуването и само на 12-годишна възраст постъпва в Московското училище за живопис, скулптура и архитектура. Година след това обаче му се налага да го напусне, тъй като трябва да започне работа в един магазин като момче за всичко. През 1856 година отново постъпва в училището и учи при беларуския живописец-портретист Сергей Зарянко и руските живописци Егор Василиев и Евграф Сорокин. Всеки от тях остава значителна следа в творчеството на Прянишников. Така например Сорокин обръща огромно внимание на културата на рисунката и младият художник възприема това отношение към живописта, като по-късно го предава и на своите собствени ученици. Благодарение на безкористната помощ на Василиев, Прянишников е в състояние да завърши училището, тъй като именно този преподавател успява да извоюва безплатно обучение за младежа. Той оказва сериозна поддръжка и на бъдещия известен художник Василий Перов, който е свързан с Прянишников с дългогодишна дружба.

## Младост
Творческата индивидуалност на художника е силно повлияна от дружбата с Перов и неговите възгледи. Освен това сериозно влияние оказва и демократичният подем, характерен за Руската империя по онова време, както и естетическите теории на Николай Чернишевски, който проповядва реалистично изкуство, близко и разбираемо за народа.
Едни от първите му работи, рисувани през 1860-те, са „Момче-амбулантен търговец“ и „Четене на писмо в магазин за хранителни стоки“, за която е награден с Малък сребърен медал. Още при тях се проявява талантът на художника, неговата наблюдателност и точните социално-психологически характеристики, които прави на обществото. Цветовете, които ползва за картините си, се отличават с необичайна живост.
Картината „Шегобийци. Гостиный двор в Москва“, рисувана в последната година от обучението в училището, му носи широка известност. За нея, през 1866 година, той получава Голям сребърен медал и званието класен художник III степен. Това малко платно е оригинално решение на темата за унижението, безсърдечността и жестокостта в света, където всичко се купува и продава. Сюжетът е заимстван от едноименната пиеса на Александър Островски, чиято премиера се състои през 1864 година в Санкт Петербург и Москва. На картината са изобразени гуляещи търговци, които издевателстват над възрастен бедняк, носещ на гърдите си медал за 25 години безупречна служба, като го принуждават да танцува под звуците на акордеон. Създадената с голяма достоверност цяла галерия от образи, демонстрира моралната грозота и самодоволната грубост на част от обществото. Такава сцена в пиесата на Островски няма, но художникът ползва едноименното заглавие за да представи бездушието и жестокостта в света на богатите. Картината предизвиква негодуванието на някои представители на официалното академично изкуство, според които младият живописец е нарушил високото предназначение на изкуството да показва вечните истини в идеализирана форма. Любопитен факт е, че картината е изпратена заедно с други произведения на руски художници на изложба във Виена. Тя обаче не е експонирана, тъй като по мнението на критика Владимир Стасов не е необходимо недостатъците в руското общество да се показват на Европа.
Прянишников завършва училище през 1864 година и се установява окончателно в Москва. Интересът към живота в големия град го сближава с Владимир Маковски, друг художник-передвижник, а дружбата им продължава през целия им живот.

## Прянишников и Перов
Двамата передвижници, Иларион Прянишников и Василий Перов, стават близки приятели още при обучението си в Московското училище по живопис, скулптура и архитектура. Перов, който е в по-горен клас, оказва значително влияние върху художествените възгледи на младия Прянишников, а дружбата им продължава дълги години.
През 1860-те заедно обикалят улиците на Москва и нейните околности, за да търсят образи и теми за бъдещите си картини. Заедно ходят на лов и предприемат пеши походи по селата около града. Във връзка с впечатленията си от общите занимания Прянишников рисува платното „Художникът Перов на лов“. А през 1857 година Перов рисува „Приезд станового на следствие“, в която Прянишников позира в качеството на главен персонаж.
През лятото на 1862 година двамата живеят близо до най-големия руски мъжки православен манастир Троице-Сергиева лавра, където Перов рисува „Пиене на чай в Митишча“. Към този период се отнася и нарисуваният от него портрет на Прянишников.

## Зрелост
В края на 1869 година Прянишников взима активно участие в създаването на обществото на Передвижниците. Заедно с ред други талантливи и известни майстори, той става един от членовете-учредители на новата организация.
В произведенията си между 1860 и 1870 година Прянишников обръща внимание на различни страни на руския бит, като изобразява бедняци, бездомници („Карлики перехожие“ и „Пред църквата“), измъчени от непосилен труд жени („Шивачка“) и се надсмива над типа на богатия поклонник на „изящното“ („Любител“). През 1870 година е удостоен със званието класен художник I степен за картините „Карлики перехожие“ и „Шивачка“. Този период става за художника време на израстване, търсене и разширяване на тематичните рамки на битовите му произведения.
През 1871 – 1872 година по заповед на севастополското подразделение на Политехническата изложба в Москва, Прянишников работи заедно с Владимир Маковски, Григорий Мясоедов и други художници над създаването на серия картини, посветени на отбраната на Севастопол през Кримската война. Поредицата съдържа 97 картини, свързани с военно-битовия живот по време на обсадата на града. От тях Прянишников прави 18. Всички са рисувани с течни маслени бои върху картон, което се отразява на качествата им и авторите ги наричат не картини, а рисунки. За тяхното създаване художниците използват не само разкази на очевидци – офицери и моряци, но и сюжети от поредицата „Севастополски разкази“ на Лев Толстой. Любопитно е да се отбележи, че в картините на Прянишников почти не се срещат сцени на боеве, а по-скоро такива, изобразяващи обстановката след боя или на живота в града – „Превозване на оръдия“, „Грижа на севастополските жени за ранените“, „Павел Нахимов – 5 октомври на батареята“, „Павел Нахимов в Севастопол“ и други.
Следващият етап от развитието на Прянишников е свързан с картините „Жертви на пожар“ (1871) и „Порожняки“ (1872). Те са представени на първата изложба на Передвижниците и са оценени от критиката като сериозно постижение на руската живопис. „Жертви на пожар“ носи на художника нов успех, тъй като по единодушно мнение на съвременниците, картината е призната за новаторска, благодарение на подходящото съчетаване на пейзажно-жанровите мотиви. Произведението е закупено от колекционер, още преди откриването на изложбата на Павел Третяков, който в онези години създава своя музей на руското изкуство, бъдещата Третяковска галерия. Пренебрегвайки принципите си да няма копия в своята сбирка, той поръчва на Прянишников да създаде картината за втори път, за да я изложи в галерията.
Произведенията на художника от 1870-те се отличават от ранните му творби с по-голяма композиционна цялост и колоритна наситеност. В тези картини пейзажът, от нещо самостоятелно, се превръща в поетизирана среда, обогатена с характерни сцени, почерпени от живота на народа. Прянишников работи като живописец, офортист, илюстратор, портретист, пейзажист, рисува картини на военно-исторически теми и композиции с религиозни сюжети.
Широка известност получава картината „„През 1812 година““, рисувана през 1874. В нея, пръв от живописците, Прянишников изобразява Отечествената война като народна. Като победители над Наполеон са показани не пълководците, а обикновените войници, които водят пленени французи през заснежената и замръзнала равнина. Суровият исторически мотив не попречва на Прянишников да предаде с възхищение красотата на руската зима. По този сюжет той рисува няколко варианта, най-добрият от които е четвъртият, който се намира в Третяковската галерия. За тази картина с възхищение пише Иван Крамской в едно от писмата си до Иля Репин.
През 1874 година, заедно с Константин Трутовски, Владимир Маковски и Иван Крамской прави илюстрациите към сборника повести на Николай Гогол „Вечери в селцето край Диканка“. През следващите три години, заедно с други живописци, участва в работата над стенописите на храма „Христос Спасител“ в Москва.
В периода между 1880 и 1890 година Прянишников работи над мащабни платна, изобразяващи многоликата народна маса и позволяващи да се обединят в общи действия различните типове и характери от руското село. За най-добро произведение от онова време се приема картината „Жестоки романси“, в която неговите сатирични наклонности се разкриват с пълна сила. От 1887 година, е картината „Спасов ден на Север“, свързана с празнуването на 1 август от православната църква на два празника – единият, посветен на изнасянето на Животворящия кръст, а вторият – на Свети Спас и Пресвета Богородица. Други картини, посветени на живота и традициите на руското село са „Общ жертвен котел на патронния празник“ (1888), „Подготовка на нивите за засяването на лен във Вологодска губерния“, „Селски празник“, „Великденска процесия“ и много други.
През тези години Прянишников се увлича и от разработката на темата за лова, където изразява идеята си за органичното сливане на човека с природата. Картини от този тип са „Неволи“, „Край на лова“, „На лов“ и други.
Успоредно с този тип произведения, той рисува и камерни, сумрачни по настроение образи и сюжет картини. Такива са „В ателието на художника“ (1890) и „В провинцията“ (1893). Те свързват автора с живописците от следващото, „чеховско“ поколение. Последната негова картина „Религиозно шествие“ остава недовършена.

## Преподавателска дейност
Прянишников дълго време, от 1873 до 1894 е преподавател в Московското училище по живопис, скулптура и архитектура, което сам е завършил. Той е учител на много, станали впоследствие известни живописци, като Сергей Иванов, Николай Касаткин, Николай Богданов-Белски, Константин Коровин, Михаил Нестеров, Витолд Бялиницки-Бируля, Василий Башкеев, Абрам Архипов, Алексей Степанов, Сергей Светославски, Александър Головин и други. Учениците го обичат и спомените им за него са топли. Несторов пише за учителя си, че е „остроумен, искрен, прям, леко грубоват“, Головин – че е „прям, рязък и малко сприхав“, а Коровин пише „Той беше мъж, беше честен човек, човек с индивидуална свобода и сила... Той разбираше характера на руския живот и руския тип и беше художник с ярки качества“.

## Последни години
През 1891 година Прянишников се разболява от туберкулоза и се премества в град Алупка на южния бряг на Крим. Там живее в имението на руския търговец, строител на железопътни линии, промишленик и меценат Пьотър Губонин. По-късно се завръща в Москва, където отново преподава в училището. През 1893 година е избран за действителен член на Художествената академия, но така и не успява да започне да преподава в нея.
Иларион Прянишников умира на 12 (24) март 1894 година в Москва. Погребан е в гробището на женския Алексеевски манастир в Москва.

## Някои произведения
- „Момче – амбулантен търговец“ (1860-те)
- „Четене на писма в магазин за хранителни стоки“ (1860-те)
- „Художникът Перов на лов“ (1860-те)
- „Шегобийци. Гостиный двор в Москва“ (1865, Третяковска галерия)
- „Любител“ (края на 1860-те, Държавен руски музей, Санкт Петербург)
- „Пред църквата“ (1867)
- „Селски празник“ (1870)
- „Карлики перехожие“ (1870)
- „Жертви на пожар“ (1871)
- „Порожняки“ (1871, Харковски художествен музей, вариант 1872 година – в ТГ)
- „Превозване на оръдия“ (1871 – 1872)
- „Грижа на севастополските жени за ранените“ (1871 – 1872)
- „Павел Нахимов – 5 октомври на батареята“ (1871 – 1872)
- „Павел Нахимов в Севастопол“ (1871 – 1872)
- „През 1812 година“ (1874, ТГ)
- „Шивачка“ (ок. 1875)
- „Предачка“ (1878)
- „Жестоки романси“ (1881)
- „Неволя“ (1881)
- „В засада“ (1881)
- „Деца на риболов“ (1882, Красноярски художествен музей „Суриков“)
- „Завръщане от панаира“ (1883)
- „Великден“ (1885)
- „Спасов ден на север“ (1887, ТГ)
- „Общ жертвен котел на патронния празник“ (1888, Художествен музей „А. Н. Радишчев“, Саратов)
- „В ателието на художника“ (1890)
- „В очакване на шафера“ (1891, Серпуховски историко-художествен музей)

### Картини в дома на брат му в Лалск, предадени на Великоустюженския музей през 1918
- „Портрет на брат ми“
- „Портрет на съпругата на брат ми“
- „Гост“
- „Фабриката на Сумкин“
- „Панаир в Лалск“

### Други картини от „Лалския“ цикъл
- „Момчета на оградата“ („Врабчета“)
- „Край на лова“ (1884)
- „Религиозно шествие“ (1893)
- „Пазар в Лалск“
- „Подготовка на нивите за засяването на лен във Вологодска губерния“
- „Епитроп“
- „Лектор“
- „На тихия пристан“
- „В провинцията“ (1893)